# Łęgowo (Zielona Góra)
Pour les articles homonymes, voir Łęgowo.
Łęgowo (prononciation : [wɛnˈɡɔvɔ]) est un village polonais de la gmina de Sulechów dans le powiat de Zielona Góra de la voïvodie de Lubusz dans l'ouest de la Pologne.
Il se situe à environ 8 kilomètres au nord-est de Sulechów (siège de la gmina) et 25 kilomètres au nord-est de Zielona Góra (siège du powiat et de la diétine régionale).
Le village compte approximativement une population de 280 habitants.

## Histoire
Le nom allemand du village était Lang Heinersdorf.
Après la Seconde Guerre mondiale, avec les conséquences de la Conférence de Potsdam et la mise en œuvre de la ligne Oder-Neisse, le village est intégré à la République populaire de Pologne. La population d'origine allemande est expulsée et remplacée par des polonais.
De 1975 à 1998, le village appartenait administrativement à la voïvodie de Zielona Góra.

Depuis 1999, il appartient administrativement à la voïvodie de Lubusz.